# Поп, Рареш
Рареш Михай Поп (рум. Rareș Mihai Pop; родился 14 июня 2005 года, Арад, Румыния) — румынский футболист, правый полузащитник футбольного клуба «УТА» и молодёжной сборной Румынии.

## Клубная карьера
Воспитанник академии клуба «УТА». За первую команду дебютировал 1 мая 2022 года в гостевом матче с «Университатя», заменив на 79-й минуте Давида Микулеску. Впервые в стартовом составе вышел 16 октября в гостевой игре против «Стяуа». Первый гол забил спустя три дня также в кубковом матче в ворота того же клуба. Первый гол в чемпионате забил 11 февраля 2023 года в домашней игре против «Ботошани». 2 мая во время домашнего матча против «Германштадта» на 72-й минуте потерял сознание и был увезён с поля на машине скорой помощи; позднее в качестве причины обморока был назван пониженный уровень кальция. 28 июня продлил контракт с клубом до 2027 года.

## Карьера в сборной
Выступал за национальные сборные разных возрастов. В составе сборных до 19 лет и до 21 года принимал участие в отборе к Евро. В составе первой — к соревнованиям 2023 и 2024 года, в составе второй — только 2024 года. За молодёжную сборную дебютировал 12 сентября 2023 года в матче против сборной Албании, заменив на 76-й минуте Рареша Илие.